# Пономаренко Микола Степанович
Микола Степанович Пономаренко (1 серпня 1893, с. Степанівка, Сумська область — 6 липня 1952, Кишинів) — радянський композитор і педагог, заслужений діяч мистецтв Молдавської РСР.

## Біографія
З 1902 по 1912 рік навчався в Петербурзькій придворній капелі у Михайла Климова. В капелу був прийнятий, очевидно, за спецнабором особливо обдарованих дітей, яких спеціально розшукували по всій Росії.
Микола Пономаренко викладав у Таганрозькому музичному училищі теоретичні предмети з 1920 по 1938 рік. Приватним чином у нього займався Л. В. Ухін, твори якого, на жаль, залишилися неопублікованими, але теоретичний вишкіл і музичні здібності зробили гармонійну мову музиканта досить розвиненою і сучасною. В Л. В. Ухіна потім навчався відомий в Таганрозі музикант і композитор, професор Таганрозького радіотехнічного інституту В. П. Рижов.
Під час Німецько-радянської війни працював диригентом духового оркестру Першого Московського військового училища.
У Таганрозі Микола Пономаренко залишив про себе пам'ять як про надзвичайно талановитого музиканта, який миттєво міг зіграти «на слух» будь-який твір. До таганрозького періоду перебування Пономаренко належить його «Кантата пам'яті Чехова» (1935).
Твори Миколи Пономаренка здебільшого представляють твори вокальної та хорової музики. Збирав і обробляв узбецькі, таджикські та молдавські народні пісні.
З 1945 по 1951 рік викладав у Кишинівській консерваторії гармонію, поліфонію. З 1950 року — доцент.
З 1948 по 1952 рік працював відповідальним секретарем Спілки композиторів МРСР.

## Літературні твори
- 1927 — збірка оповідань «Примирення з дитиною».
- 1971 — роман «Фантом».
- 1975 — роман «Натура».